# Konjic (Serbia)
Konjic (cyr. Коњиц) – wieś w Serbii, w okręgu kolubarskim, w gminie Osečina. W 2011 roku liczyła 320 mieszkańców.